# Vasodilatazione
La vasodilatazione è l'aumento del calibro dei vasi sanguigni. Questo processo deriva dal rilassamento della muscolatura liscia costituente la parete dei vasi sanguigni, in particolare delle arterie, delle arteriole e delle vene di grande calibro. Il processo si oppone alla vasocostrizione, il meccanismo che conduce alla diminuzione del volume del vaso sanguigno.
La vasodilatazione causa un aumento del volume dei vasi e, in particolare per quanto riguarda le arteriole, causa la diminuzione della pressione arteriosa. La risposta può essere intrinseca, cioè mediata da processi locali, o estrinseca, cioè causata da mediatori e dal rilascio di ormoni.
Tutti i fattori, farmaci inclusi, che causano la vasodilatazione, vengono definiti vasodilatatori.

## Funzione
La funzione primaria della vasodilatazione è quella di aumentare il flusso di sangue nel corpo verso i tessuti che ne hanno più bisogno. Questo può accadere in risposta a un bisogno localizzato di ossigeno, ma può verificarsi anche quando il tessuto in questione non riceve abbastanza glucosio, lipidi o altri nutrienti. I tessuti hanno molteplici modi per aumentare il flusso sanguigno, compreso il rilascio di vasodilatatori, principalmente adenosina, nel liquido interstiziale locale, che si diffonde ai letti dei capillari, provocando la vasodilatazione locale. Alcuni fisiologi hanno suggerito che è l'ipossia della muscolatura liscia che causa vasodilatazione dei letti capillari. Quest'ultima ipotesi è avvalorata dalla presenza di sfinteri precapillari nei letti capillari. Questi due approcci al meccanismo della vasodilatazione non si escludono a vicenda.

### Vasodilatazione e resistenza arteriosa
La vasodilatazione influenza direttamente la relazione tra pressione arteriosa media, gittata cardiaca e resistenza periferica totale (TPR). La vasodilatazione avviene durante la diastole cardiaca, mentre la vasocostrizione segue nella sistole cardiaca. La gittata (flusso sanguigno misurato in volume per unità di tempo) viene calcolata moltiplicando la frequenza cardiaca (battiti al minuto) e il volume di sangue espulso durante la sistole ventricolare. La TPR dipende da diversi fattori, tra cui la lunghezza dei vasi, la viscosità del sangue (determinata dall'ematocrito) e il diametro del vaso sanguigno. Quest'ultima è la variabile più importante nel determinare la resistenza. Un aumento di questi componenti fisiologici (gittata cardiaca o TPR) provoca l'aumento della pressione arteriosa media. La vasodilatazione agisce per ridurre la TPR e la pressione sanguigna attraverso il rilassamento delle cellule muscolari lisce nella tunica media delle grandi arterie e delle arteriole più piccole.
La vasodilatazione si verifica nei vasi sanguigni superficiali degli animali a sangue caldo quando l'ambiente si riscalda; questo processo devia il flusso di sangue riscaldato sulla pelle dell'animale, dove il calore può essere rilasciato più facilmente nell'atmosfera. Il processo fisiologico opposto è la vasocostrizione . Questi processi sono modulati da agenti paracrini locali dalle cellule endoteliali (ad es. ossido nitrico, bradichinina, ioni potassio e adenosina), dal sistema nervoso autonomo e dalle ghiandole surrenali, che secernono catecolamine come noradrenalina e adrenalina, rispettivamente.

## Meccanismi
La vasodilatazione è il risultato del rilassamento nella muscolatura liscia che circonda i vasi sanguigni. Questo rilassamento, a sua volta, si basa sulla rimozione dello stimolo per la contrazione, che dipende dalle concentrazioni intracellulari di ioni calcio ed è strettamente legata alla fosforilazione della catena leggera della proteina contrattile miosina. Pertanto, la vasodilatazione agisce sia abbassando la concentrazione di calcio intracellulare, sia attraverso la defosforilazione (trasformazione di ATP in ADP) della miosina. La fosfatasi della catena leggera di miosina induce i simporti del calcio e gli antiporti a pompare ioni di calcio fuori dal compartimento intracellulare facendo rilassare la muscolatura inducendo vasodilatazione. Ciò avviene attraverso la ricaptazione di ioni nel reticolo sarcoplasmatico tramite scambiatori e attraverso l'espulsione dalla membrana plasmatica. Esistono tre principali stimoli intracellulari che possono provocare la vasodilatazione. I meccanismi specifici variano da vasodilatatore a vasodilatatore.
| Classe                                  | Descrizione | Esempio            |
| --------------------------------------- | --- | ------------------ |
| Iperpolarizzazione (calcio antagonisti) | I cambiamenti nel potenziale di membrana a riposo della cellula influenzano il livello del calcio intracellulare attraverso la modulazione dei canali del calcio voltaggio dipendenti nella membrana plasmatica. | adenosina          |
| mediata da cAMP                         | La stimolazione adrenergica si traduce in livelli elevati di cAMP e protein-chinasi A, che si traducono in un aumento della rimozione del calcio dal citoplasma.                                                 | prostaciclina      |
| mediata da cGMP                         | Stimolazione della protein-chinasi G. | monossido di azoto |

Gli inibitori PDE5 e i farmaci che agiscono sui canali del potassio possono avere gli stessi effetti.
I composti che mediano i meccanismi qui sopra possono essere raggruppati in endogeni ed esogeni.

### Vasodilatatori endogeni
| Vasodilatatore                                                           | Recettore (↑ = apre. ↓ = chiude)                        | Trasduzione (↑ = aumenta. ↓ = diminuisce) |
| ------------------------------------------------------------------------ | ------------------------------------------------------- | --- |
| EDHF                                                                     | ?                                                       | iperpolarizzazione → ↓ canali al calcio voltaggio dipendenti → ↓ Ca2+ intracellulare |
| Protein chinasi cGMP-dipendente                                          | Recettori su cellule vascolari della muscolatura liscia | iperpolarizzazione → ↓ canali al calcio voltaggio dipendenti → ↓ Ca2+ intracellulare |
| Recettore per la NO endoteliale                                          | ↓ sintesi dell'endotelina                               | iperpolarizzazione → ↓ canali al calcio voltaggio dipendenti → ↓ Ca2+ intracellulare |
| Epinefrina                                                               | Recettore β-2 adrenergico                               | ↑ attività Gs → ↑ attività adenilato ciclasi → ↑ cAMP → ↑ attività PKA → fosforilazione della chinasi delle catene leggere della miosina→ ↓chinasi delle catene leggere della miosina→ defosforilazione del MLC |
| Istamina                                                                 | Recettore H2 dell'istamina                              | ↑ attività Gs → ↑ attività adenilato ciclasi → ↑ cAMP → ↑ attività PKA → fosforilazione della chinasi delle catene leggere della miosina→ ↓chinasi delle catene leggere della miosina→ defosforilazione del MLC |
| Prostaciclina                                                            | Recettore IP                                            | ↑ attività Gs → ↑ attività adenilato ciclasi → ↑ cAMP → ↑ attività PKA → fosforilazione della chinasi delle catene leggere della miosina→ ↓chinasi delle catene leggere della miosina→ defosforilazione del MLC |
| Prostaglandina D2                                                        | Recettore DP                                            | ↑ attività Gs → ↑ attività adenilato ciclasi → ↑ cAMP → ↑ attività PKA → fosforilazione della chinasi delle catene leggere della miosina→ ↓chinasi delle catene leggere della miosina→ defosforilazione del MLC |
| Prostaglandina E2                                                        | Recettore EP                                            | ↑ attività Gs → ↑ attività adenilato ciclasi → ↑ cAMP → ↑ attività PKA → fosforilazione della chinasi delle catene leggere della miosina→ ↓chinasi delle catene leggere della miosina→ defosforilazione del MLC |
| Peptide intestinale vasoattivo                                           | Recettore VIP                                           | ↑ attività Gs→ ↑ attività dell'adenilato ciclasi → ↑ cAMP → ↑ attività PKA → - fosforilazione della chinasi delle catene leggere della miosina → ↓ attività della chinasi delle catene leggere della miosina→ defosforilazione di MLC - apertura Ca2+ attivati da potassio e canali K+ voltaggio-dipendenti → iperpolarizzazione canali al Ca2+ voltaggio-dipendenti → ↓ Ca2+intracellulare |
| Adenosina (extracellulare)                                               | Recettori adenosinici A 1 , A 2a e A 2b                 | ↑ Canale K + sensibile all'ATP → iperpolarizzazione → chiusura canali al Ca2+ voltaggio-dipendenti→ ↓ Ca2+ intracellulare |
| - ATP (extracellulare) - ADP (extracellulare)                            | Recettore P2Y (↑)                                       | attivazione Gq → ↑ attività fosfolipasi C → ↑ Ca2+ intracellulare → ↑ attività NO sintasi → ↑ NO → (vedi ossido di azoto) |
| L-arginina                                                               | Recettore α-2 e imidazolina (?)                         | Gi → ↓ cAMP → attivazione Na+/K+ -ATPasi → ↓Na+ intracellulare → ↑ attività scambiatore Na +/Ca2+ → ↓ Ca 2+ intracellulare |
| Bradichinina                                                             | Recettore della bradichinina                            | |
| Sostanza P                                                               | Recettori su cellule vascolari della muscolatura liscia | |
| Niacina                                                                  | Recettori su cellule vascolari della muscolatura liscia | |
| Fattore attivante piastrinico                                            | Recettori su cellule vascolari della muscolatura liscia | |
| Anidride Carbonica                                                       | -                                                       | ↓ pH interstiziale |
| Acido lattico interstiziale (probabilmente)                              | -                                                       | ↓ pH interstiziale |
| Lavoro muscolare                                                         | -                                                       | ↑ vasodilatatori: - ↑ consumo di ATP → ↑ adenosina - ↑ utilizzo di glucosio → CO 2 - ↑ interstiziale K + - ↑ ATP (extracellulare) - ↑ ADP (extracellulare) - ↑ interstiziale K + ↓ vasocostrittori : - ↑ Consumo ATP → ↓ ATP (intracellulare) - ↓ ossigeno → ↓ fosforilazione ossidativa → ↓ ATP (intracellulare)                                                                           |
| - peptidi natriuretici - prostaglandina I2 - prostaglandina E2 - eparina | Recettori sull'endotelio                                | ↓ sintesi dell'endotelina |

### Vasodilatazione del sistema nervoso simpatico
Il sistema nervoso simpatico è uno dei meccanismi attraverso i quali avviene la vasodilatazione. Il midollo spinale regola sia la vasodilatazione che la vasocostrizione. I neuroni che controllano la vasodilatazione vascolare hanno origine nell'ipotalamo. La stimolazione simpatica delle arteriole nel muscolo scheletrico è mediata dall'adrenalina che agisce sui recettori β-adrenergici della muscolatura liscia arteriolare, e viene mediata dal cAMP. Tuttavia, è stato dimostrato che l'eliminazione della stimolazione simpatica gioca poco o nessun ruolo nell'afflusso di ossigeno al muscolo scheletrico, anche ad alti livelli di sforzo, quindi si ritiene che questo metodo di vasodilatazione abbia poca importanza per la fisiologia umana.
In caso di disagio emotivo, questo sistema può attivarsi, causando svenimento dovuto alla diminuzione della pressione sanguigna per la vasodilatazione, indicata come sincope vasovagale.

### Vasodilatazione indotta da freddo
La vasodilatazione indotta dal freddo (CIVD) si verifica dopo l'esposizione al freddo. Può avere luogo in diverse parti del corpo umano ma si verifica più spesso nelle estremità. Nelle dita in particolare, perché sono più esposte al freddo. In questo caso la vasocostrizione si verifica per ridurre la perdita di calore ed evitare un forte raffreddamento delle dita. Circa cinque o dieci minuti dopo l'inizio dell'esposizione al freddo della mano, i vasi sanguigni nelle punte delle dita si vasodilatano. Ciò è probabilmente causato dalla diminuzione del rilascio di neurotrasmettitori dai nervi simpatici al rivestimento muscolare delle anastomosi artero-venose. Il CIVD aumenta il flusso sanguigno e la temperatura delle dita. Questo processo può essere doloroso, tanto da provocare il vomito.
Una fase di vasocostrizione segue la vasodilatazione, dopodiché il processo si ripete. Alcuni esperimenti hanno dimostrato che sono possibili tre risposte vascolari all'immersione del dito in acqua fredda: uno stato continuo di vasocostrizione; il riscaldamento lento, costante e continuo; e uno stato in cui il diametro dei vasi sanguigni rimane costante dopo una fase iniziale di vasocostrizione.

### Altri meccanismi
La vasodilatazione può essere causata anche dall'assenza di alti livelli di rumore ambientale o di illuminazione.
Il peptide natriuretico atriale (ANP), un ormone di origine peptidica prodotto da cellule specializzate del miocardio è anche un vasodilatatore debole. Hanno potere vasodilatatorio anche la capsaicina, un composto chimico presente nelle piante del genere Capsicum (ad esempio nel peperoncino piccante) e l'etanolo, componente di base di tutte le bevande alcoliche. 
Tra i vasodilatatori endogeni sono presenti anche gli induttori dell'istaminaː le proteine del sistema del complemento C3a, C4a e C5a agiscono innescando il rilascio di istamina dai mastociti e dai granulociti basofili.

## Usi terapeutici
I vasodilatatori sono usati per trattare condizioni come l'ipertensione, in cui il paziente ha una pressione arteriosa elevata, come nell'angina, l'insufficienza cardiaca congestizia e la disfunzione erettile, dove il mantenimento di una pressione sanguigna più bassa riduce il rischio del paziente di sviluppare altri problemi cardiaci.  Alcuni inibitori della fosfodiesterasi come il sildenafil, il vardenafil e il tadalafil aumentano il flusso sanguigno nel pene attraverso la vasodilatazione. Possono anche essere usati per trattare l'ipertensione arteriosa polmonare (PAH).
Tra i primi farmaci utilizzati nella cura dell'ipertensione troviamo il minoxidil, con specialità denominata Loniten, somministrato per via orale e dotato di una potente attività vasodilatatoria. Si osservò un particolare effetto collaterale, caratterizzato da crescita di peli e capelli, l'irsutismo. Venne intrapresa così una sperimentazione con il fine di combattere l'alopecia androgenetica. Il minoxidil è ancora assai diffuso e utilizzato, anche in combinazione con altri prodotti a uso topico e orale, per contrastare l'alopecia androgenetica, specialmente maschile.
Tra i farmaci principali usati come vasodilatatori c'è l'adenosina, per questo motivo gli agonisti dell'adenosina, vengono usati in terapia principalmente come anti-aritmici. Gli alfabloccanti invece bloccano l'effetto vasocostrittore dell'adrenalina. Anche il nitrito di amile e altri nitriti sono spesso usati come vasodilatatori, anche se causano vertigini e sensazioni di euforia.
I principali induttori di ossido di azoto che provocano vasodilatazione sono:
- l'amminoacido l-arginina,
- trinitrato di glicerina (comunemente nota come nitroglicerina), usato nella terapia dell'angina pectoris in virtù dell'effetto coronarodilatatore e venodilatatore dei suoi metaboliti.
- isosorbide mononitrato e isosorbide dinitrato, che sono dei principi attivi di indicazione specifica per il trattamento e dell'angina pectoris.
- pentaeritritolo tetranitrato (PETN),  utilizzato come medicinale in cardiologia per la profilassi e per il trattamento delle forme di angina pectoris e contro le forme di cardiopatia ischemica.
- nitroprussiato di sodio, composto tossico che viene somministrato per via endovenosa nei casi di emergenze ipertensive o in anestesia generale per eseguire interventi in ipotensione controllata;

Altri agenti, come gli inibitori della PDE5 aumentano indirettamente gli effetti dell'ossido nitrico e possono essere utilizzati come farmaci. Tra questi il sildenafil (Viagra) utilizzato principalmente nella terapia della disfunzione erettile oppure il tadalafil (Cialis) e vardenafil (Levitra), che hanno le stesse indicazioni terapeutiche.
Il tetraidrocannabinolo (THC), uno dei maggiori e più noti principi attivi della cannabis ha effetti vasodilatatori, ed è stato proposto per patologie cardiovascolari (aterosclerosi, ipertensione arteriosa).
Tra gli alcaloidi recanti effetti modesti vasodilatatori ci sono la teobromina, alcaloide naturale presente nelle piante di cacao e in piccole quantità nelle foglie di tè; e la papaverina alcaloide trovato nel papavero da oppio papaver somniferum, usato principalmente nel trattamento degli spasmi viscerali, vasospasmi (soprattutto quelli che coinvolgono cuore e cervello) e occasionalmente nel trattamento della disfunzione erettile.
L'apigenina, presente nelle foglie di sedano e prezzemolo ma anche nelle foglie di camomilla, ha dimostrato proprietà vasodilatatorie nelle arterie mesenteriche del ratto. Questo farmaco agisce sul recettore TRPV4 delle cellule endoteliali per indurre la dilatazione vascolare mediata da EDHF.